# رخت‌شویی

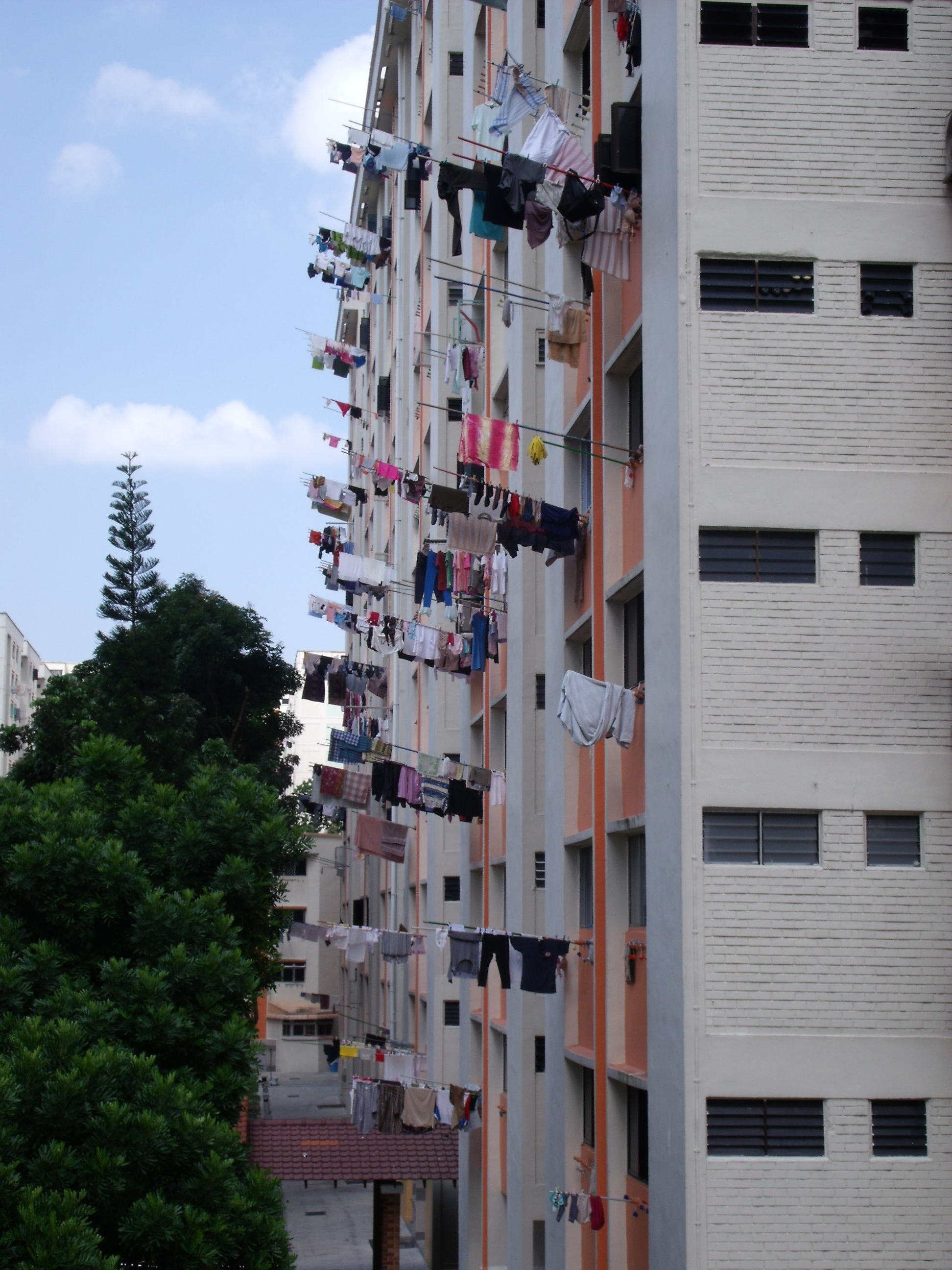
آویزان کردن لباس‌ها برای خشک شدن بعد از رخت‌شویی - بوتیک باتوک، سنگاپور.

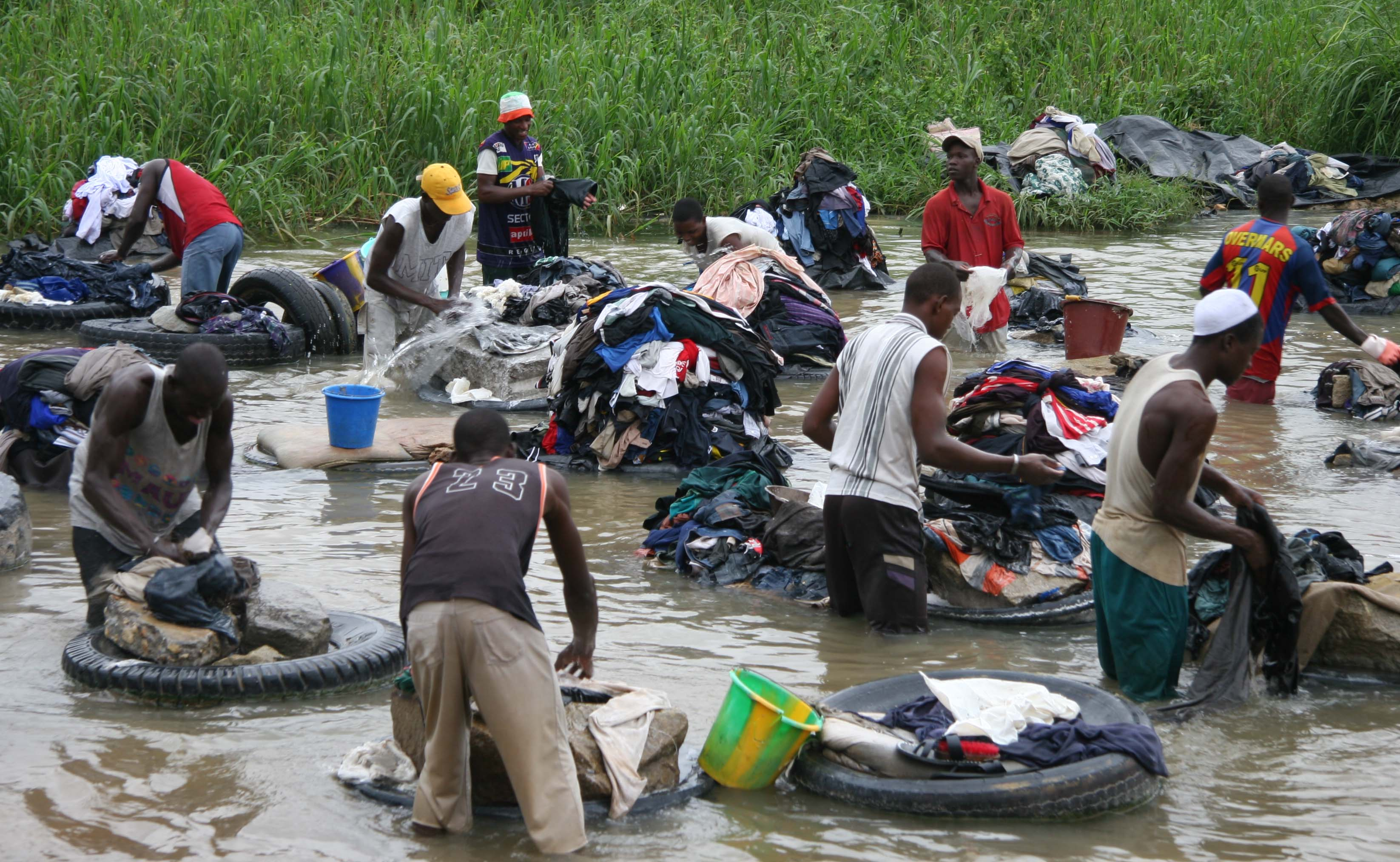
رخت‌شویی در رودخانه - آبیجان، ساحل عاج

رخت‌شویی به عمل شستن لباس، پوشاک و پارچه‌ها گویند که معمولاً مکان خاصی برای آن در نظر گرفته می‌شود. البته رخت‌شویی خانواده‌ها در خانه‌ها انجام می‌گیرد.

## رخت‌شویی در گذشته
اولین رخت‌شویی‌ها در رودخانه‌ها انجام می‌گرفته‌است که هنوز در مناطق روستایی هنوز انجام می‌شود. مواد گیاهی برای کمک به بهتر شستن لباس‌ها استفاده می‌شده، امروزه با استفاده از ماشین‌های لباس‌شویی پیشرفته از مواد و پودرهای شوینده به‌جای صابون‌های سنتی استفاده می‌شود.
در مواقعی که رودخانه‌ها و منابع آب در دسترس نبود با قرار دادن لباس‌ها در آب جوش، رخت‌شویی لباس‌ها و پارچه‌ها انجام می‌گرفته‌است.

## انقلاب صنعتی
انقلاب صنعتی، رخت‌شویی را به‌طور کامل دگرگون کرد. استفاده از نیروی میکانیکی و انرژی الکتریسیته و ساخت ماشین‌های صنعتی استفاده از دست در رخت‌شویی را بسیار کم کرد. امتیاز اولین ماشین رخت‌شویی در سال ۱۶۹۱ میلادی ثبت شده‌است.